# 14074 Riccati
14074 Riccati è un asteroide della fascia principale. Scoperto nel 1996, presenta un'orbita caratterizzata da un semiasse maggiore pari a 3,0447876 UA e da un'eccentricità di 0,0898590, inclinata di 9,82409° rispetto all'eclittica.
L'asteroide è dedicato al matematico italiano Jacopo Francesco Riccati.